# Amanda (Schiff)
Die Amanda ist eine Passagierfähre, die auf der Weser bei Stromkilometer 190,7 zwischen Rehme auf dem Westufer und dem Großen Weserbogen auf dem Ostufer verkehrt. Seit 2022 ist die Fähre bis auf Weiteres außer Betrieb.

## Geschichte
Die Fähre war unter dem Namen Wilhelmshausen zunächst als PKW-Fähre an der Fulda bei Wilhelmshausen eingesetzt. 1928 gebaut, wurde sie dann als Motorschiff umgerüstet. 1988 wurde sie von der Großer Weserbogen mbH gekauft, als Personen- und Radfahrerfähre umgebaut und am Großen Weserbogen in Dienst gestellt.
Etwas südlich von dem heutigen Fährort, zwischen Vössen und Babbenhausen (Bad Oeynhausen), ist ab Ende des 19. Jahrhunderts eine Fähre nachgewiesen. Die Fähre Vössen war ab 1926 eine Niedrigseil-, später bis 1956 eine Hochseilfähre.
2011 war die Fähre aufgrund Niedrigwassers der Weser in den Frühjahresmonaten nicht in der Lage, mit eigenen Kräften aufs Wasser zurückzukommen, die Fähre wäre beim Eintauchvorgang auf Grund gelaufen. Die Rückkehr ins Wasser gelang dann mit Hilfe von einem Kran, der auf Schwimmpontons der Bundeswehr vor Ort gebracht wurde.
Im Juni 2022 wurde der langjährige Kapitän Peter Wartenberg mit 75 Jahren in den verdienten Ruhestrand verabschiedet. Nach einem Nachfolger wird gesucht, der Fährverkehr ist bis auf Weiteres eingestellt. Peter Wartenberg starb am 8. April 2023 nach langer, schwerer Krankheit im Alter von 76 Jahren.

## Technik

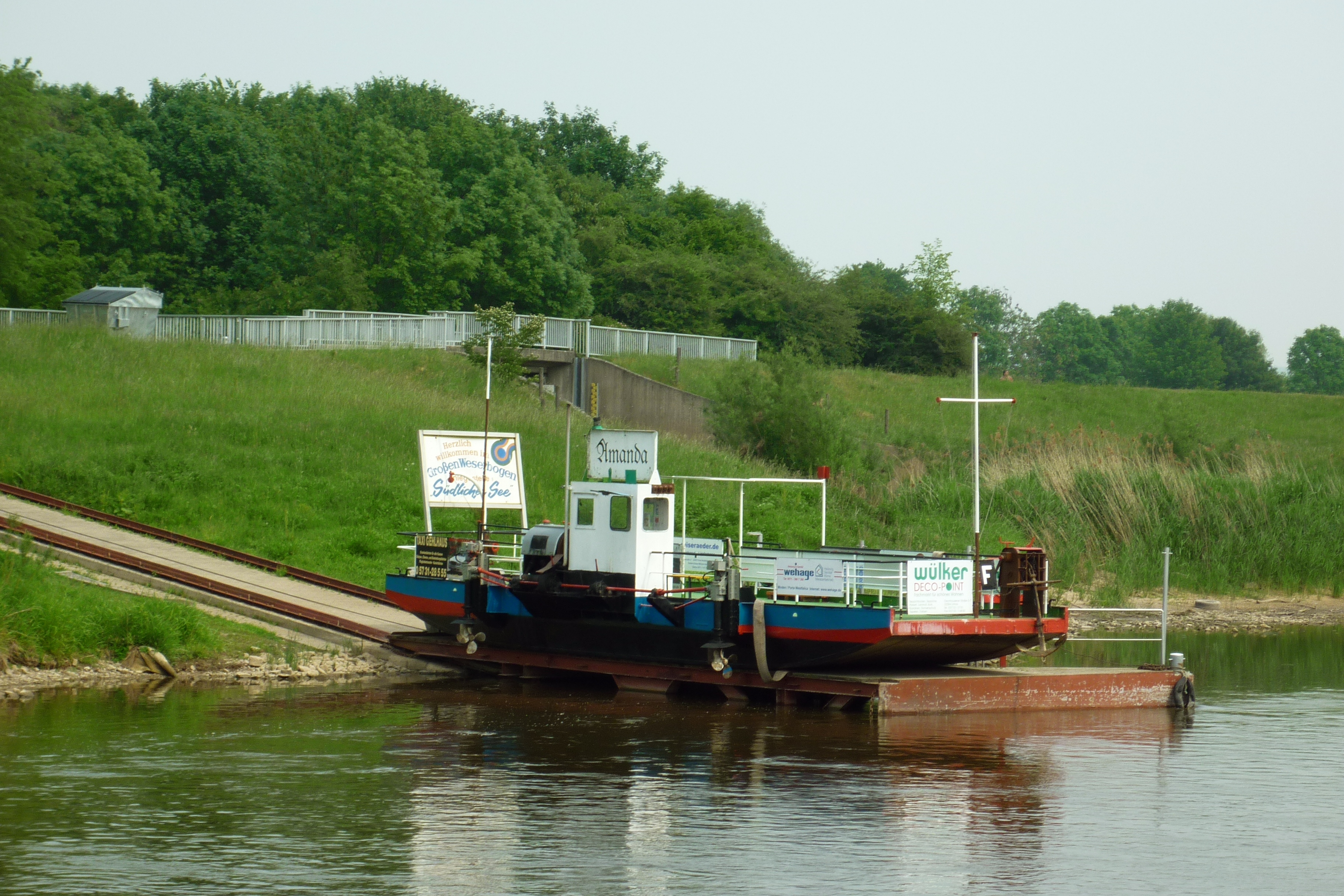
Fähre Amanda im Trockenen (2011). Erkennbar sind die beiden Propeller

Die Fähre wird nach dem Umbau durch einen Drei-Zylinder-Dieselmotor mit 48 PS angetrieben, der auf zwei Schottel-Ruderpropeller wirkt. Damit ist der Antrieb gleichzeitig auch Ruder und es ist möglich, dass die Fähre auf der Stelle drehen kann.

## Bedeutung
Die seit 1988 eingesetzte Fähre wurde in die Entwicklung des östlichen Weserufers auf der gegenüberliegenden Seite des Stadtteils Rehme eingeplant. Sie verkürzt den Weg über den Fluss für Fußgänger und Radfahrer und trägt damit zur Erreichbarkeit des Freizeitgebiets Großer Weserbogen auf dem Ostufer der Weser entscheidend bei. Die Weser kann alternativ über die Autobahnbrücke Richtung Ruhrgebiet überquert werden (dort existiert ein Rad-/ Fußweg). Hier haben zwei Kommunen zusammengearbeitet, denn die Weser bildet an dieser Stelle die Grenze zwischen den Städten Bad Oeynhausen auf der linken Weserseite und Porta Westfalica auf der rechten Weserseite. Die Fähre Amanda hat als Freizeitangebot eine regionale Bedeutung erlangt.